# Pseudomys apodemoides
Pseudomys apodemoides és una espècie de mamífer rosegador de la família dels múrids. És endèmic del sud d'Austràlia, on viu a altituds molt baixes. El seu hàbitat natural són les landes semiàrides amb una alta diversitat vegetal. És una espècie en risc mínim, és a dir, no sembla que hi hagi cap amenaça significativa per a la seva supervivència. El seu nom específic, apodemoides, significa ‘amb forma d'Apodemus’ en llatí.